# سامی میخائیل
سامی میخائیل (عبری: סמי מיכאל‎؛ ۱۵ اوت ۱۹۲۶ – ۱ آوریل ۲۰۲۴) نویسنده، مترجم، و روزنامه‌نگار اسرائیلی بود که در ۲۳ سالگی از عراق به اسرائیل مهاجرت کرده بود. او یکی از اولین کسانی بود که در اسرائیل خواستار ایجاد کشور مستقل فلسطینی شد.
وی در سال ۱۹۹۲ برندهٔ جایزه هانس کریستیان آندرسن شد.